# Simtuna socken
Simtuna socken i Uppland ingick i Simtuna härad, ingår sedan 1971 i Enköpings kommun i Uppsala län och motsvarar från 2016 Simtuna distrikt.
Socknens areal är 114,7 kvadratkilometer, varav 114,42 land. År 2000 fanns här 1 622 invånare. Orten Fjärdhundra, tingsplatsen Karleby samt sockenkyrkan Simtuna kyrka ligger i socknen. 

## Administrativ historik
Simtuna socken omtalas i skriftliga handlingar första gången 1296 ('Ecclesie Symbætunum').
Vid kommunreformen 1862 övergick socknens ansvar för de kyrkliga frågorna till Simtuna församling och för de borgerliga frågorna till Simtuna landskommun. Landskommunens inkorporerades 1952 i Fjärdhundra landskommun som 1971 uppgick i Enköpings kommun då området också överfördes från Västmanlands län till Uppsala län.  Församlingen uppgick 2006 i Fjärdhundra församling.
1 januari 2016 inrättades distriktet Simtuna, med samma omfattning som församlingen hade 1999/2000.  
Socknen har tillhört län, fögderier, tingslag och domsagor enligt vad som beskrivs i artikeln Simtuna härad.  De indelta soldaterna tillhörde Västmanlands regemente, Väsby kompani och Livregementets grenadjärkår, Östra Västmanlands kompani.

## Geografi
Simtuna socken ligger kring Örsundaån. Socknen är en slättbygd på Mälarslätten i söder och en skogsbygd i norr och väster.
Riksväg 70 löper genom socknen och även den numera nedlagda Enköping-Heby-Runhällens Järnväg hade sin sträckning i nord-sydlig riktning.

## Fornlämningar
Från bronsåldern finns tecken på bosättning genom många spridda gravar och skärvstenshögar. Det finns 28 gravfält från yngre järnåldern. Det finns en fornborg, Skutters skans, samt åtta runstenar, bland annat Upplands runinskrifter 1161 samt Upplands runinskrifter 1160 som skänktes till Ashmolean Museum i England av Karl XI.

## Namnet
Namnet (1296 Symbætunum) kommer troligen från en stor by men namnet Tuna från tuna, 'inhägnad'. Förleden kommer från hundarets gamla namn Simbo(a) från ett ortnamn Simb, från simb, 'flyta långsamt'.